# Luís Kondor
Luís Kondor SVD (* 22. Juni 1928 in Csikvánd, Komitat Győr-Moson-Sopron, Ungarn; † 28. Oktober 2009 in Fátima, Portugal) war ein ungarischer römisch-katholischer Ordensgeistlicher am Wallfahrtsort von Fátima.

## Leben
Luís Kondor besuchte 1940 das Internat der Benediktinerabtei von Győr, später das Internat der Zisterzienser in Székesfehérvár. Er trat 1946 der Kongregation der Steyler Missionare bei und legte die ersten Gelübde ab. Ab 1948 studierte er Philosophie in Ungarn, musste aber auf Anordnung des Generaloberen seines Ordens vor der kommunistischen Christenverfolgung nach Österreich flüchten, zuerst nach Mödling und später nach Salzburg. 1950 wurde er von seinem Orden nach St. Augustin bei Bonn beordert, wo er seine theologische Ausbildung beendete. Im Missionshaus St. Augustin seines Ordens empfing er am 28. August 1953 die Priesterweihe. Ab 1954 war er Vizepräfekt im Ordensseminar im portugiesischen Fátima.
Am 8. Juli 1956 traf er erstmals die Nonne Lúcia dos Santos. 1960 wurde er durch Papst Johannes XXIII. zum Vizepostulator (Postulator extra urbem) im Seligsprechungsverfahren der Kinder von Fátima, Jacinta und Francisco Marto, bestellt. Das Verfahren wurde 2000 durch Papst Johannes Paul II. abgeschlossen.
Kondor galt weltweit als Experte für die Marienerscheinung von Fátima. Seit 1963 gab er einen Newsletter in sieben Sprachen heraus, der über das Leben der beiden Hirten und den Fortgang der Seligsprechung berichtete. Mit dem Werk „Erinnerungen von Schwester Lucia“ legte er eine beachtete Schrift über Fátima vor. Er engagierte sich zudem für die Blaue Armee Mariens. Sein 1963 eingerichtetes Büro „Secretariado dos Pastorinhos“ wurde bekannt als „Büro der Hirtenkinder“.
Am 18. Januar 2006 wurde er durch den portugiesischen Staatspräsidenten Jorge Sampaio zum Komtur des portugiesischen Verdienstordens Ordem do Mérito ernannt.
Luís Kondor starb an den Folgen einer Krebserkrankung und wurde auf dem Friedhof von Fátima beerdigt.

## Schriften
- Papst Paul VI. in Fatima. Postulação 1967.
- Fatima. Postulação 1968.
- Fatima: Abschluss der Jubiläumsfeierlichkeiten. Postulação 1968.
- Schwester Lucia spricht über Fatima. Erinnerungen der Schwester Lucia. Postulação 1976.
- Schwester Lucia spricht über Fatima. Postulação 1977.
- Die Seligen Francisco und Jacinta. Secretariado dos Pastorinhos 2004.
- Schwester Lucia spricht über Fatima. Erinnerungen der Schwester Lucia. Band 2. Secretariado dos Pastorinhos, 2004, ISBN 972-8524-43-9.